# Ameca-Kärpfling
Der Ameca-Kärpfling (Ameca splendens), häufiger Flitterkärpfling oder Amecahochlandkärpfling genannt, ist ein lebendgebärender Süßwasserfisch in der Familie der Hochlandkärpflinge aus dem westlichen Mexiko. In der Natur ist der Bestand erloschen.

## Merkmale
Der Flitterkärpfling verfügt über die typische Gestalt eines Hochlandkärpflings. Der gedrungene Körper erscheint zwischen dem spitzen Kopf und dem langen Schwanzstiel walzenförmig. Die transparente  Rückenflosse setzt deutlich hinter der Körpermitte an und endet am Beginn des Schwanzstiels. Sie ist bei Weibchen dreieckig und kurz, bei adulten Männchen fahnenartig verlängert und großflächig. Auch die Brustflossen sind transparent. Bei Weibchen sind die Bauchflossen sowie die After- und Schwanzflosse silbrig mit schwarzer Fleckenzeichnung. Männchen tragen an der Afterflosse das Andropodium genannte Begattungsorgan. Dominante Männchen zeigen in der Mitte der Schwanzflosse dauerhaft einen breiten schwarzen Vertikalstreifen; bei ihnen sind After- und Schwanzflosse weiß bis leuchtend gelb gesäumt. Grundfärbung ist ein gräuliches Oliv. Unterhalb der Seitenlinie sind die Weibchen dunkelgrau bis schwarz gefleckt. Männliche Flitterkärpflinge zeigen vom Auge bis zum Ansatz der Schwanzflosse ein breites dunkles Längsband, das von leuchtenden Glanzschuppen überlagert wird. Die Bauchseite ist hell oder gefleckt. Je nach Lichteinfall schimmern die Flanken der Fische metallisch blau, grünlich oder sonnengelb. Männchen können eine Gesamtlänge von acht Zentimetern erreichen. Weibchen sind mit bis zu zwölf Zentimetern deutlich größer und fülliger.
Flossenformel: D 13–14, A 15–16, P 14–15, V 6–7.

## Verbreitung
Die Typuslokalität ist der namengebende Río Ameca in dem westmexikanischen Bundesstaat Jalisco. Die Erstbeschreiber nennen aber auch Vorkommen in dem benachbarten Rio Teuchitlan. Seit der Erstbeschreibung wurden Flitterkärpflinge in diesen beiden Flüssen und ihren Einzügen nicht mehr nachgewiesen.
Bis in die ersten Jahre des 21. Jahrhunderts blieb der einzige bekannte Fundort das „Balneario Teuchitlan“, nördlich des Ortes Teuchitlan, zehn Kilometer östlich der Stadt Ameca. Der in Beton gefasste Quelltopf der Hauptquelle des Rio Teuchitlan ist circa 170 m² groß und zwischen 30 und 150 Zentimeter tief. Der Quelltopf, der über Betonstufen betreten werden kann, ist das Hauptbadebecken dieser Freizeiteinrichtung, die mehrere Schwimmbecken, eine Riesenrutschbahn, Umkleidekabinen, Grillplatz, Restaurant und einen großen Kinderspielplatz umfasst. Über zwei Teichanlagen führt der langsam fließende Rio Teuchitlan das Wasser nach Süden in den wenige Kilometer entfernten Stausee „Presa La Vega“.
Auch hier ist der Bestand mittlerweile erloschen. Im mexikanischen Hochland, dem Lebensraum aller Goodeiden, sind keine weiteren Biotope des Flitterkärpflings bekannt. Die IUCN führt Ameca splendens darum unter „in der Natur ausgestorben“. 1981 und 1983 konnte er als Neozoon in Rogers Spring, Nevada, festgestellt werden, der aktuelle Status ist unbekannt.

## Ökologie
Der Quelltopf verfügt über einen leicht felsigen, überwiegend mit feinem Kies und Sand bedeckten Untergrund. Demgegenüber ist der Boden der strömungsarmen Abläufe mit Schlamm bedeckt. Die Erstbeschreiber nannten für die Typuslokalität eine ganzjährige Durchschnittstemperatur des Wassers um 28 °C und gaben für den Monat April 32 °C an. Aquarianer, die den Quelltopf-Biotop Ende der 1990er Jahre besuchten, ermittelten durchschnittlich 25 °C und diese mit unbekannten Methoden gemessenen Parameter: pH-Wert 7,0; Karbonathärte 4 °dH; Gesamthärte 3 °dH. Nitrat und Nitrit jeweils 0 mg/l.
Als dichte Vegetation höherer Wasserpflanzen kamen ein Hornkraut (Ceratophyllum sp.) und die Dickstielige Wasserhyazinthe (Eichhornia crassiceps) vor. Der felsige Untergrund und die Mauern des Quelltopfs waren vollständig mit Kieselalgen überzogen. Weitere Fischarten waren Zoogoneticus quitzeoensis, Poeciliopsis infans, Poecilia sphenops sowie eine als Speisefisch ausgesetzte „Tilapia“-Art aus der Gattung Sarotherodon.
Flitterkärpflinge ernähren sich überwiegend phytophag. In der Natur beweideten sie Kieselalgenfelder, nahmen aber auch Insektenlarven und kleine Crustaceen auf.

## Fortpflanzung
Neben Körpergröße und Färbung ist die Gestalt der Afterflosse das deutlichste sichtbare Merkmal zur Geschlechterunterscheidung. Bei allen Vertretern der viviparen Unterfamilie Goodeinae bilden die ersten Strahlen der männlichen Afterflosse ein formloses Läppchen, das Andropodium. Es handelt sich dabei nicht um ein Begattungsorgan, sondern um ein Werkzeug, das den Befruchtungserfolg begünstigt. Bei der Paarung werden die männlichen und weiblichen Geschlechtsöffnungen dicht aneinander gepresst, so dass die frei beweglichen Spermien übertragen werden können. Die nun folgende Entwicklung der befruchteten Eier ist in der Süßwasserfischwelt einzigartig. Die im Mutterleib schlüpfenden Embryonen verbleiben dort in sogenannten Ovarhöhlen und werden über aus embryonalen Darmzellen gebildeten Nährschnüren, den Trophotaenien, mit Nährflüssigkeit versorgt. Die Trophotaenien sind an den nach 50 bis 60 Tagen geborenen Jungfischen noch mehrere Stunden bis wenige Tage sichtbar, bevor sie abfallen.
Es findet keine Vorratsbefruchtung statt. Die Anzahl der Nachkommen kann je nach Größe und Alter der Weibchen bis zu 30 betragen.

## Systematik
Die auf das mexikanische Hochland begrenzten goodeinen Kärpflinge verdanken ihre artenreiche Existenz dem Zusammenspiel von Vulkanismus und orogenen Auffaltungen während Pliozän und Pleistozän, als eine vielfältige Gewässerlandschaft entstand. Beginnend vor rund neun Millionen Jahren (aus dieser Zeit stammt der älteste fossile Goodeide Tapatia occidentalis) führte die weitere geologische Entwicklung zur Bildung zahlreicher, oft isolierter Nischen, in denen sich jeweils eine oder wenige Arten der Hochlandkärpflinge entwickelten.
Der erste Nachweis des Flitterkärpflings erfolgte am 13. Februar 1949 durch Arthur A. Alcorn aus dem Rio Teuchitlan. Erst 20 Jahre später sammelten Robert Rush Miller und John Michael Fitzsimons weitere Exemplare im Rio Ameca und beschrieben den Flitterkärpfling 1971 in einer neuen, monotypischen Gattung als Ameca splendens.

## Bedeutung für den Menschen
Flitterkärpflinge gehören nicht zum Standardsortiment des Aquarienfischhandels, werden aber regelmäßig angeboten. Die Ersteinfuhr lebender Gefangenschaftsnachzuchten aus den USA nach Deutschland erfolgte in den 1970er Jahren durch Entlinger. Besonders unter auf lebendgebärende Fische spezialisierten Aquarienfreunden, meist in der Deutschen Gesellschaft für Lebendgebärende Zahnkarpfen (DGLZ) organisiert, kümmert man sich um die Erhaltungszucht gesunder Bestände. Die Lebenserwartung im Aquarium ist mit bis zu sechs Jahren im Vergleich zu vielen anderen Zierfischen hoch.